# Аріанська суперечка
Аріанські суперечки (анг. Arian controversy) — термін, що використовується для опису тривалих за часом суперечок з приводу ортодоксії, яка розпочалися у IV столітті між так званою Великою Церквою та послідовниками аріанства.

## Історія
Рання історія полеміки зібрана приблизно з 35 документів. Тринітарний історик Сократ Константинопольський говорить, що Арій вперше вступив у полеміку за єпископа Александра Александрійського, коли перший сформулював наступний силогізм:
«Якщо Батько породив Сина, той, хто був породжений, мав початок буття: отже, він був, коли Сина не було. Звідси з необхідністю випливає, що Він отримав своє буття з небуття»
Єпископ Александр Александрійський критикували за його повільну реакцію проти Арія. Як і його попередника, Діонісія, чим звинувачували у ваганнях. Згідно з трудом Євсевія «Життя Костянтина», суперечки поширилися з Александрії майже на весь африканський материк і були розцінені Римською імперією вороже, як порушення громадянського порядку. Варто завважати, що римська влада не часто втручалась у релігійні суперечки, тому для імператора конфлікт християн, які безмалу були мало помітні державі, і радше сприймались як юдейські секти, проблема корінилась у безладі, котрий супроводжувався полемікою серед мирян. Костянтин Великий (Костянтин I) відправив два листи Арію та єпископу Александру, у яких просив релігійних лідерів припинити суперечки. Розбіжності, що продовжувалися, призвели до того, що Костянтин очолив Перший Нікейський собор.

## Течії
Вчення Арія було засуджено помісним Олександрійським синодом у 319 році і згодом відкинуте, як контроверсійне вірі Церкви, першим вселенським, екуменічним собором християнства з апостольських часів, відомим як Нікейський собор (325 рік). Згодом осуд було підтверджено наступним Вселенським собором — Константинопольським I (381).

### Афанасій
Одним із сучасних Арій богословів, який найбільш явно виступав проти аріанства, демонструючи несумісність його поглядів з вірою Церкви, був Афанасій, єпископ Александрії (295-373). Антиаріанський аргумент Афанасія випливав з його спостереження за простою вірою Церкви, яка у своїх молитвах та літургійній практиці зверталася не лише до Отця через Сина, а й безпосередньо до Христа. З погляду аріан, християни поклонялися творінню, тобто чинили ідолопоклонство
Одним з головних аргументів на користь божественності Сина і Святого Духа для Афанасія був місіонерський припис Ісуса Христа, в якому Господь наказав христити: в ім'я Отця і Сина і Святого Духа (Мт. 28:19). Афанасій показав, що якщо вважати, мовляв аріани мають рацію, то сама формула хрещення була б одночасним наказом Творцеві і двом творінням, що робило б хрещення гібридом. «Ми повинні хреститися не в ім'я Нествореного і Воскреслого... але в ім'я Отця і Сина і Святого Духа». Як зазначив Михайло Федорович, оскільки тринітарну формулу хрещення було встановлено ще до аріанських суперечок, аргумент мав велику доказову силу як свідчення віри Церкви.
Аріанство мало багато політичних і неполітичних прихильників, яких підтримували наступники імператора Костянтина Великого та Євсевій Нікомідійський. Ймовірно, течія зникла приблизно в сьомому столітті після Р.Х.. А сам Афанасій, внаслідок тиску на імператора з боку аріан, чотири рази віддалявся зі своєї єпископської столиці в Александрії. Вп'яте, 369 року, віруючі єпархії змусили імператора скасувати рескрипт.

### Сирійські церкви
У Сирійській Церкві обожнення Христа відігравало роль критерію різниці між ортодоксальною вірою в Христа та аріанством, оскільки в християнстві, як і в іудаїзмі, творіння ніколи не може бути об'єктом обожнення, але тільки любитель, що віддає славу і честь Божественному (дав.-гр. δόξα, doxa). Літургічне богослужіння, яке віддається Христу в християнських церквах, свідчило про сповідання Божественної природи Спасителя. Арій не заперечував біблійну концепцію «поклоніння» Христу, оскільки не заперечував Писання, в яких про це йдеться (Ів. 5:23). Однак, потрібно брати до уваги переклад оригінальних слів, що він розумів грецьке τιμάω, timao, як «поважати». Слово честь (timao) зустрічається в Мт. 15:4-5 у зв'язку з шануванням батька та матері. На відміну від цього, в Ів. 5:22-23 йдеться про поклоніння.

### Іларій з Пуатьє
Іларій, єпископ Пуатьє, виступав проти аріанства у Західній Європі, особливо у Галлії. Одним із перших його кроків після обрання єпископом близько 353 року було переконати частину галльської ієрархії, яка залишалася ортодоксальною, відлучити від церкви аріанського єпископа Арля Сатурніна та двох його видатних союзників, Урсація і Валенса.
У той самий час Іларій написав лист імператору Констанцію II, скаржачись на переслідування аріан, якими намагалися знищити своїх противников. На жаль, на синоді в Бітерреї (сучасний Безьє), скликаному в 356 році Констанцією для припинення суперечок, Іларій був вигнаний імператорським рескриптом і перевезений з Тулузи на Роні до Фригії в Малій Азії. Там же він провів майже чотири роки у вигнанні. Однак це не скасувало права керувати своєю єпархією здалеку, водночас писати важливі богословські трактати, присвячені проблемам аріанства. Одним із таких писань був написаний в 358 році семітським єпископам Галлії, Німеччини та Британії під назвою «De synodis або De fide Orientalium» (укр. Про віру християн Сходу). У ній викладались справжні погляди єпископів Сходу на Нікейську суперечку про вчення Арія. Він також написав трактат «Про Трійцю» (лат. De trinitate libri XII), в якому латиною виклав тонке тринітарне богослов'я грецької мови. Трактат «Про синоди» деякі послідовники Іларія вважали надто м'яким по відношенню до аріан. Єпископ Іларій відповів на ці звинувачення роботою «Apologetica ad reprehensores libri de synodis responsa». У цей час Іларій також брав участь у ряді синодів, включаючи Селевкійський синод (359 р.), на якому переважала думка, що підтримує використання слова homoion (з грец. «подібний») для позначення субстанції Сина, і будь-яке обговорення Його божественної субстанції було заборонено. Після Константинопольського синоду в 360 році, який разом з імператором Констанцієм II затвердив рішення синодів Арімінума та Селевкії, Іларій написав гіркий лист In Constantium (К Констанцію), в якому назвав імператора антихристом та гонителем православних християн.

### Амвросій Міланський
Єпископ Мілана Амвросій (339-397) склав гімни для міланської літургії, що вихваляють Трійцю, які зазнали різкої критики з боку аріан. Сам єпископ Амвросій згадував про це в одній із своїх проповідей:
Вони [аріани] кажуть мені, що люди також обманюються співом моїх гімнів. (...) Бо що може бути сильнішим за сповідання Трійці, яке щодня прославляється устами всього народу? На стрибках вони прагнуть сповідувати віру, вони вміють проголошувати віршами Отця і Сина і Святого Духа. Тому вони стали вчителями, хоча навряд чи могли бути учнями.

### Отці-кападокійці
Каппадокійські отці відіграли важливу роль в аріанських суперечках. Дотримуючись вчення Орігена, вони чіткіше визначили у богослов'ї Трійці різницю між загальної субстанцією (ousia) і іпостасями, чи особами. Вони допомогли прояснити розуміння Святого Духа як Божественної Особи. Василій Великий написав на цю тему трактат „Про Святого Духа”. Вчення про божественність Святого Духа було прийнято і затверджено на Першому Константинопольському соборі (381 р.) і включено до Нікео-Константинопольського Символу віри, який і сьогодні визнається всіма основними християнськими конфесіями.

### Августин Гіппонський
Наприкінці IV/V століття головним богословом, що протистоїть аріанам, був Августин з Гіппо (Августин Аврелій Блаженний). У своєму трактаті «Про Трійцю» він зробив сильний акцент на рівності Божественних Облич, вбачачи в людському розумі створений образ Трійці у вигляді тріади: знання-пам'ять-любов до Бога. Августин стверджував, що Дух, як Любов, походить від Отця та Сина. Цими твердженнями він забезпечив теологічну основу доктрини Filioque. Августин помер у 430 році, коли його єпископальне місто Гіппо знаходилося в облозі аріанського короля вандалів Гензеріха.

### Халкідонський собор
Догматична формула, встановлена на Халкідонському соборі (451 рік), що описує Ісуса Христа як єдину особистість, яка має в Собі дві природи, божественну та людську: без змішання, без зміни, без поділу і без розлуки, встановила межі, за які ніхто, що займається християнською теологією, не міг зайти.

### Часи Реформації
Аріанські концепції було переглянуто під час Реформації. Аріани були польськими братами, з якими, серед інших, симпатизували і навіть у певному сенсі ідентифікували себе Симон Будний та Анджей Фрич Моджевський.

## Біблійний фон аріанських суперечок
Як аріани, так й їхні опоненти часто-густо апелювали до авторитету Біблії в обґрунтуванні власної богословської позиції. Біблійні тексти, на які посилаються обидві сторони конфлікту, можна поділити на три групи:
1. тексти, на які покликаються лише аріани;
2. тексти, на які покликаються лише противники аріан;
3. тексти, на які покликаються обидві сторони суперечки, інтерпретуючи їх по-різному.

### Біблійні тексти, на які посилаються лише аріани
- У Євангелії від Марка говориться: «Про день же той чи про годину не знає ніхто: ні Анголи на небі, ні Син, тільки Отець.» (Мр. 13:32). Поданий уривок, на думку аріан, вказує на те, що незнання Ісуса свідчило, що Ісус не є тим самим Богом, що й Отець.
- Арій - згідно з євангельським текстом - говорячи про віру в єдиного Бога, мав на увазі єдиного Бога Отця. Думка про Бога як про єдиного Бога-Отця була чужа навіть Василю Кесарійському, який використовував вислів "Бог один, ж бо один Батько"[9].
- У Марка 10:18 говориться, що сам Ісус не вважає себе Богом Отцем, себто тим Богом Отцем, про якого говориться в 1 Кор. 8:6. У тексті Марка сказано: Ісус відповів: "Чому називаєш мене добрим? Ніхто не є добрим, крім одного — Бога...". Бути Добрим Пастирем, яким був Батько в Біблії (Псалом 23), було передано Сину, оскільки Він відобразив образ Отця, тобто Його характер (Івана 10,11; 14,7-12), але в Біблії не згадується, що Він Добрий як Бог, або що Він добрий Бог.
- В Івана 20:17 говориться, що Ісус називає Отця своїм Богом, тому, згідно з аріанами, Він не є тим самим Богом, що й Отець. Текст вказує: "Говорить до неї Ісус: Не торкайся до Мене, бо Я ще не зійшов до Отця. Але йди до братів Моїх та їм розповіж: Я йду до Свого Отця й Отця вашого, і до Бога Мого й Бога вашого!"
- До филип'ян 2:5-6 говориться[10], згідно з аріанською ідеєю, що збереглася серед христадельфіан, що Ісус відмовився від бажання, виявленого Адамом та Євою, бути рівним Богові (“як Бог”). Ісус, згідно з цією концепцією, не хотів чинити опір волі Отця, але віддав Себе як Слуга, виконуючи покладене на Нього завдання. Примітно, що в тексті Послання до Филип'ян говориться, що Ісус, "існуючи в образі Бога, не скористався можливістю бути нарівні з Богом, але зневажив Себе, прийнявши образ раба, ставши подібними до людей".
- Послання до Колосян 1:15 і 16 слід читати разом[11]. Тобто, Ісус був створений як "перворідний по відношенню до будь-якого творіння", або, як сказано в Об. 3:14, "початок творіння Божого". Батько не мав початку (Пс. 90:2), Син був початком творіння. Варшавська Біблія продовжує аріанську думку перехресним посиланням у Об. 3:14 на Пр. 8:22[12] та Ів. 1:3[13], тобто, вказуючи на Ісуса як на створену мудрість. Ісус, за їхніми словами, був створений Богом (Іван 1,14: "Єдинородний"). У посланні до колосян Ісус згадується як образ Божий, тому той, хто бачить Ісуса, ніби бачить Бога (Кол. 1:15[14]).

Інші біблійні вірші:
- Діяння 2:31, 32 - хто воскресив Ісуса, коли Він помер?
- Від Луки 22:41-44 - воля Бога проти волі Сина;
- 1-ше послання Коринтянам 15:28 - навіть після воскресіння Ісус був підпорядкований Батькові;
- Від Луки 3:23 - Ісус, як "гадали", був сином Йосипа, але родовід зрештою взятий з боку Марії. Ісус принаймні тілесно походив від Марії. Термін "передбачуваний" був дуже значним, тому що істинним Батьком, згідно з євангельським оповіданням, був Бог Отець.

### Біблійні тексти, цитовані противниками аріанства
- "Адже в Ньому створено все, що на небесах і на землі, видиме та невидиме: чи престоли, чи володарювання, чи начальства, чи авторитети – усе створено через Нього й для Нього." (Колоссянам 1:16 НПУ). Проте, декотрі українські переклади вживаються не "в Ньому", а приміром популярний переклад Огі'єнко свідчить як "Ним все створено".
- «Промовляє до нього Ісус: Стільки часу Я з вами, ти ж не знаєш, Пилипе, Мене? Хто бачив Мене, той бачив Отця, то як же ти кажеш: Покажи нам Отця?» (Ів. 14:9). Текст, згідно з християнськими коментарями, вчить, що Ісус - той самий Бог, що й Отець, бо той, хто бачить Його, бачить і Отця.

### Біблійні тексти, цитовані обома сторонами у суперечці
- «Я й Отець Ми одне!» (Ів. 10:30) - аріани тлумачили цей вислів у моральному розумінні. Ісус говорить тут що те, чого бажає Батько, бажає і Він, бо добрий Син кориться Батькові – єдність волі. Противники аріанства інтерпретували текст в онтологічному сенсі, тобто Ісус говорить тут, що Він той же Бог і має ту саму силу, що й Батько єдність природи. Текст Ів. 10:30 триває у Ів. 17:20-22[15].
- «Чули ви, що Я вам говорив: Я відходжу, і вернуся до вас. Якби ви любили Мене, то ви б тішилися, що Я йду до Отця, бо більший за Мене Отець.» (Ів. 14:28) - аріани тлумачили вислів у онтологічному сенсі. Ісус, згідно з аріанами, визнає тут, що Він не той же Бог, що й Батько, Він менший за Батька і підпорядкований Йому. Аріанські опоненти витлумачили текст у моральному сенсі, тобто Ісус тут визнає, що Батько більше за нього, але це моральна перевага, яка має місце у відносинах Сина і Отця.

## Дивись також
Трактат «Про Трійцю» Аврелія Августина Блаженного
Трактат „Про Святого Духа” Василія Великого
Каппадокійські отці
Арій, аріанство, єресі в християнстві